# ムハマド・カイロニザム・サハブディン・フサイン
ムハマド・カイロニザム・サハブディン・フサイン（マレー語: Muhamad Kaironnisam Sahabudin Hussain、1979年5月10日 - ）は、マレーシアのサッカー選手。元マレーシア代表。ポジションはDF。
AFCアジアカップ2007の際にはマレーシア代表の主将を務めたものの、チームはグループステージで全敗した。

## クラブ歴
2003年にプルリスFAで選手となり、2005年まで在籍した。その最中の2004年にプルリスFAは83年ぶりにマレーシアカップのタイトルを獲得した。更に、マレーシア・スーパーリーグでの優勝や、セランゴールFAに敗北したもののマレーシアカップでの準優勝の結果も在籍中に残した。
その後、セランゴールMPPJ、TチームFC、FELDAユナイテッドFC、ジョホールFCに在籍した。

## 代表歴
マレーシア代表としてはアラン・ハリスが監督を務めていた時代から出場経験がある。特にノルハフィズ・ザマニ・ミスバーとの連携がよく知られていた。アジア競技大会に2回、東南アジアサッカー選手権に3回の出場経験がある。また、U-23代表として2001年東南アジア競技大会では銀メダルを獲得した。

## 個人成績
代表での得点一覧
| #  | 日附           | 場所                                           | 対戦相手   | 得点 | 結果 | 大会                |
| -- | -------------- | ---------------------------------------------- | ---------- | ---- | ---- | ------------------- |
| 1. | 2004年12月10日 | クアラルンプール・ブキット・ジャリル国立競技場 | フィリピン | 3-0  | 4-1  | 2004 タイガーカップ |
| 2. | 2006年4月24日  | コロンボ                                       | スリランカ |      | 1-4  | 親善試合            |